# USS Texas (BB-35)
Pour les autres navires du même nom, voir USS Texas.
L’USS Texas (BB-35), second navire de l’U.S. Navy à porter ce nom en référence à l'État du Texas, est un cuirassé de la classe New York. Il fut lancé le 18 mai 1912 et mis en service le 12 mars 1914.

## Histoire
Peu après sa mise en service, Le Texas fut envoyé dans les eaux mexicaines à la suite de l'incident de Tampico. Il escorta ensuite des convois à travers l'océan Atlantique pendant le reste de la Première Guerre mondiale.
À la suite du déclenchement de la Seconde Guerre mondiale en Europe, il effectue des missions dans la Patrouille de neutralité où un U-boot tentera sans succès de l'attaquer.
Quand les États-Unis entrèrent en guerre en 1941, il reprit son rôle d'escorte dans l'Atlantique, ensuite il participa au bombardement des plages tenues par les forces de l'Axe, d'abord en Afrique du Nord lors de l'opération Torch puis lors du débarquement en Normandie.
 En 1944, il fut transféré sur le théâtre d'opération du Pacifique pour fournir un soutien d'artillerie pendant les batailles d'Iwo Jima et d'Okinawa au sein du Battleship Squadron 1.
L’USS Texas fut retiré du service en 1948, en ayant gagné un total de cinq étoiles de bataille lors de son service pendant la Seconde Guerre mondiale. Il est devenu un navire musée près de Houston, Texas.
Parmi les cuirassés « survivants » dans le monde, Le Texas est le plus ancien de tous les modèles post-dreadnought.

 Il est aussi le premier cuirassé américain à avoir disposé de canons anti-aériens, d'un système de contrôle de tir (précurseur analogique des conduites de tir par ordinateur), le premier à avoir lancé un avion et à recevoir un radar CXAM non expérimental. Il a enfin été le premier cuirassé américain à devenir un navire musée permanent et enfin le premier à avoir été déclaré un National Historic Landmark.
Sa machinerie, fondée sur un moteur à vapeur à piston, a été classée en 1975 par l'American Society of Mechanical Engineers comme National Historic Mechanical Engineering Landmark (en). Celle-ci est en effet une des toutes dernières machines de ce type à avoir été mise en service sur un cuirassé, les turbines à vapeur s'étant imposées comme machinerie standard depuis la mise en service du Dreadnought.